# Les Fell
Les Fell, all'anafrage Leslie James Fell (Leyton, 16 dicembre 1920 – Rochester, 9 ottobre 2010) è stato un calciatore inglese, di ruolo attaccante.

## Caratteristiche tecniche
Era un'ala destra.

## Carriera
Nel 1946 i londinesi del Charlton lo prelevano dai semiprofessionisti del Gravesend United, facendolo anche esordire in prima squadra in una partita di FA Cup (in quella stagione i campionati, precedentemente interrotti per via della seconda guerra mondiale, non erano ancora ripresi), e più precisamente nella finale persa per 4-1 ai tempi supplementari contro il Derby County. Nella stagione 1946-1947 fa invece il suo esordio in prima divisione con gli Addicks, mettendo a segno 2 reti in 5 partite di campionato e, grazie alla finale vinta per 1-0 ai tempi supplementari contro il Burnley, partecipa alla prima FA Cup vinta nella storia del club (e più in generale al primo trofeo maggiore del club stesso). Fell anche negli anni seguenti continua a giocare in prima divisione con il Charlton, senza tuttavia trovare molto spazio in campo: dopo una sola presenza nella stagione 1947-1948 gioca infatti 5 partite nella stagione 1948-1949, 2 partite nella stagione 1949-1950 (l'unica durante la sua permanenza in cui il club rischia seriamente la retrocessione) ed infine un'ultima partita nella stagione 1951-1952, che è anche la sua ultima nel club.
Dal 1952 al 1954 gioca ancora da professionista con un altro club londinese, il Crystal Palace, con il quale mette a segno complessivamente 6 reti in 65 partite giocate nel campionato di terza divisione; si ritira poi nel 1955, dopo un'ultima stagione giocata con i semiprofessionisti del Margate.
In carriera ha totalizzato complessivamente 78 presenze e 8 reti nei campionati della Football League.

## Palmarès

### Club

#### Competizioni nazionali
- Coppa d'Inghilterra: 1

Charlton: 1946-1947